# Comté de Megen
ca. 1145 – 1794
Entités précédentes :
- Basse-Lotharingie

Entités suivantes :
- Première République

Le comté de Megen (en néerl. Graafschap Megen), également appelé Ville et Terre de Megen,, était pendant l'ancien régime un comté indépendant, qui n'appartenait pas aux Provinces-Unies, mais en dépendait dans les faits. Il était considéré comme une enclave catholique. Il était centré sur la ville de Megen, aujourd'hui située dans la commune d'Oss en Brabant septentrional, aux Pays-Bas.

## Territoire
Outre la ville principale de Megen, le comté comprenait également les cités de Haren, Macharen et Teeffelen.
Il était limité au Nord par le duché de Gueldre et au Sud celui du Brabant.

## Histoire
La ville est mentionnée pour la première fois sous le nom de Meginum en 721. Le comté a été mentionné pour la première fois en 1145 dans un écrit sur le (peut-être premier) comte de Megen, Allardus. Lorsque le duché de Basse-Lotharingie fut déclaré autoritaire en 1190, le comté devint de fait indépendant, également entre de nouveaux duchés émergents, celui du Brabant au sud et celui de Gueldre au nord. Megen a obtenu le privilèges urbains en 1359. En 1420, le comté passa en possession du marchand Bossche Henric Dicbier par achat. Un descendant d'Henric Dicbier, Johan V Dicbier, vend Megen à Guy de Brimeu en 1469.
Au début de la guerre de Quatre-Vingts Ans, le comte Charles de Brimeu réussit à  protéger le Pays de Megen catholique entre les forteresses fluviales majoritairement protestantes. C'est pour cela qu'une statue a été élevée en son hommage, au XIXe siècle, sur la place portant son nom, la Carolus de Brimeuplein, dans la ville de Megen. Après sa mort, le titre passa à sa nièce Marie de Brimeu, qui se convertit au protestantisme après le décès de son premier mari, Lancelot de Berlaymont, cinquième fils de Charles de Berlaymont. Elle se remarie en 1580 à Charles III de Croÿ, qui devient également protestant en 1582, mais divorce deux ans plus tard et embrasse à nouveau la foi catholique. Maria resta comtesse jusqu'à sa mort à Liège en 1605. À l'Épiphanie 1581, le château de Megen a brûlé. Son nouveau propriétaire, Frans Hendrik van Croÿ n'a pas pu y emménager en 1610. Le comte Frans Hendrik tenait Megen pour catholique et épousa Honorine van Wittem, un an avant sa mort en 1616. Ensuite, elle régna en tant que comtesse de Megen jusqu'en 1643.
Après la paix de Münster en 1648, les États généraux des Pays-Bas unis et le fils d'Honorine, Albert Frans van Croÿ, qui, comme ses parents et Charles de Brimeu, avaient été du côté espagnol pendant la guerre de Quatre-Vingts Ans, se sont défendus pour la reconnaissance de la propriété du comté, et en 1671, la République des Pays-Bas-Unis dut reconnaître l'indépendance du comté.
Les franciscains s'installèrent à Megen, restée catholique, car ils furent finalement contraints de quitter leur ville d'origine en 1645 après la conquête de Bois-le-Duc de 1629 par l'État. Ils furent suivis en 1721 par les Clarisses de Boxtel, qui avaient été bannies du bailliage de Bois-le-Duc par les autorités de la République. Sur le Sint-Josephsberg (nl) où se trouvait autrefois le château de Megen, un monastère de Clarisses a été construit et qui existe toujours aujourd'hui.
Après l'invasion des troupes révolutionnaires françaises en 1794, le comté a cessé d'exister. Par proclamation du 21 octobre 1794, le comté de Megen est annexé à la France et placé sous administration militaire provisoire française. Le 23 janvier 1798, Megen fut rattachée au département du Roer dans le cadre du district de Clèves; initialement comme canton de Ravenstein et Megen et à partir du 15 juin 1798 comme partie du canton de Ravenstein.
Le 5 janvier 1800, Megen - ainsi que d'autres régions du Brabant - a été vendue par la France à la République batave par traité. Les zones concernées étaient administrées par la République batave sous le nom de Terres cédées (nl). Dans le Reichsdeputationshauptschluss du 25 février 1803, le comte de Schall a été indemnisé de la perte de Megen avec un intérêt perpétuel de 12 000 florins, à payer par l'électeur du Wurtemberg.
Les Terres cédées ont été ajoutées au département du Brabant batave (nl) de la République batave, le 26 septembre 1805. Après l'établissement du Royaume de Hollande en 1806, le département du Brabant a été créé par la loi du 13 avril 1807 en tant que successeur du Brabant batave.
À partir de 1810 existaient les communes séparées de Haren, Macharen et Megen, qui en 1820 ont fusionné dans la commune de Megen, Haren et Macharen. En 1994, ce territoire a été ajouté à la municipalité d'Oss.

## Liste des comtes de Megen

### Maison Megen
- ????-????: Willem I
- 1285-1323: Jan I
- 1323-1347: Jan II
- 1347-1358: Willem II
- 1358-1417: Jan III
- 1417-1420: Elisabeth

### Maison Dickbier
- 1420-1430: Hendrik
- 1430-1438: Jan IV
- 1438-1469: Jan V

### Maison de Brimeu(nl)
- 1469-1477: Guy
- 1477-1515: Adriaan
- 1515-1548: Eustaas
- 1548-1572: {Charles
- 1572-1605: Marie

### Maison de Croÿ
- 1610-1616: Frans Hendrik
- 1616-1643: Honorine (nl)
- 1644-1666: Albert Frans

### Maison Vehlen
- 1666-1675: Alexandre (nl)
- 1675-1689: Ferdinand Godfried
- 1689-1697: Alexander Otto

### Maison de Wittelsbach
- 1697-1716: Jean Guillaume
- 1716-1728: Charles Philippe

### Maison Schall von Bell
- 1728-1741: Maximiliaan Damiaan
- 1741-1781: Ferdinand
- 1781-1794: Karel II

## Sources et bibliographie
- J.G.M. Sanders, Noord-Brabant in de Bataafs-Franse Tijd, 1794-1814, Edition Verloren, Hilversum (2002),  (ISBN 90-6550-628-4).